# I huvudet på en gärningsman
I huvudet på en gärningsman är ett svenskt kriminalprogram som började sändas i TV3 den 30 januari 2020. I den första säsongen tar programmet upp några av Sveriges värsta brottslingar.

## Säsong 1 (2020)
| Nr | Sändningsdatum | Kriminalfall                                                  |
| -- | -------------- | ------------------------------------------------------------- |
| 1  | 30 januari     | Örebromannen Niklas Eliasson                                  |
| 2  | 6 februari     | En far i Utanede försökte mörda sin elva månader gamla dotter |
| 3  | 13 februari    | Ljungbybedragaren David Zlatariu                              |
| 4  | 20 februari    | Barnflickan Sara Svensson i Knutby, del 1                     |
| 5  | 27 februari    | Barnflickan Sara Svensson i Knutby, del 2                     |
| 6  | 5 mars         | "Bunkerläkaren" Martin Trenneborg                             |
| 7  | 30 april       | IS-terroristen Michael Skråmo                                 |
| 8  | 7 maj          | Väktaren Johan Hallman mördade kollegan Maria i november 1999 |
| 9  | 14 maj         | Göran Lindberg                                                |
| 10 | 21 maj         | Abbe "Blattelito" Alsaadi                                     |

## Säsong 2 (2021)
| Nr | Sändningsdatum | Kriminalfall |
| -- | -------------- | --- |
| 1  | 8 april        | 21-årige Ragnar Nilsson mördade sin styvfar, halvbror och halvsyster i Härnösand i maj 2010.                                       |
| 2  | 15 april       | 58-årige Anders Eriksson våldtog en 8-årig flicka i Billdal 1995. Det tog 24 år, innan han kunde dömas.                            |
| 3  | 22 april       | Den 19-årige Samuel Redin försökte mörda en 77-årig kvinna i Norrviken 2019.                                                       |
| 4  | 29 april       | "Giftänkan" Susanne Kjellman dömdes år 2019 till tio års fängelse för försök till mord och flera fall av bedrägerier.              |
| 5  | 6 maj          | Serievåldtäktsmannen Max Kessell                                                                                                   |
| 6  | 13 maj         | Romansbedragaren Alexander Lindeberg                                                                                               |
| 7  | 20 maj         | Bröderna Björn och Teddy Sandberg dömdes år 2017 till 14 respektive 12 års fängelse för hundratals fall av grov våldtäkt mot barn. |
| 8  | 27 maj         | Varg Engelbrekt Nielsen dömdes till livstids fängelse för mordet på en ung småbarnsmamma i Hjo 2008.                               |